# Каф (літера гебрайської абетки)
| Фінікійська | Звичайна | Звичайна | Звичайна | Звичайна | Звичайна |  |
| ----------- | -------- | -------- | -------- | -------- | -------- |  |
| kaph        | כ        | כ        |          | ך        | ך        |  |

Каф (івр. כַּף) — одинадцята літера гебрайської абетки.
Одна з літер, що мають кінцеву форму. Має числове значення 20. В івриті вона позначає звук [k] (з дагешем), або [x] (без дагешу).
Каф відповідає аналогічній двадцять другій літері арабської абетки.

## Інші синогліфи
- Ка кирилична
- Ка латинська
- Каппа грецька
- К'ан грузинський
- Кеназ рунічний

## Unicode
|                   | Kaph              | Schluss-Kaph            |
| ----------------- | ----------------- | ----------------------- |
| Unicode Codepoint | U+05db            | U+05da                  |
| Unicode-Name      | HEBREW LETTER KAF | HEBREW LETTER FINAL KAF |
| HTML              | &#1499;           | &#1498;                 |
| ISO 8859-8        | 0xeb              | 0xea                    |